# Caterina Federica di Württemberg
Caterina Federica Carlotta di Württemberg (Stoccarda, 24 agosto 1821 – Stoccarda, 6 dicembre 1898) era figlia di Guglielmo I di Württemberg, re di Württemberg dal 1816 al 1864, e della seconda moglie, sua cugina Paolina di Württemberg.

## Biografia
Venne data in sposa al cugino Federico Carlo Augusto di Württemberg, figlio di Paolo Federico, fratello di Guglielmo I. Le nozze vennero celebrate il 20 novembre 1845 a Stoccarda. Il matrimonio servì a legare il ramo principale della famiglia Württemberg e quello cadetto immediatamente prossimo al trono. La strategia matrimoniale diede i suoi frutti: nacque infatti dal matrimonio un bambino, Guglielmo Carlo Paolo Enrico Federico (Stoccarda, 25 febbraio 1848-Schloss Bebenhausen, 2 ottobre 1921).
Questi divenne re di Württemberg succedendo a Carlo I di Württemberg, fratello minore di Caterina, che morì senza eredi il 6 ottobre 1891.

## Ascendenza
|                                             |                                    |                                                      | Genitori                                       |  |  | Nonni |  |  | Bisnonni                           |  |  | Trisnonni                         |  |
|                                             |                                    |                                                      |                                                |  |  |       |  |  | Federico II Eugenio di Württemberg |  |  | Carlo I Alessandro di Württemberg |  |
|                                             |                                    |                                                      |                                                |  |  |       |  |  | Federico II Eugenio di Württemberg |  |  | Carlo I Alessandro di Württemberg |  |
|                                             |                                    | Maria Augusta di Thurn und Taxis                     |                                                |  |  |       |  |  | Federico II Eugenio di Württemberg |  |  |                                   |  |
| Federico I di Württemberg                   |                                    |                                                      |                                                |  |  |       |  |  | Federico II Eugenio di Württemberg |  |  |                                   |  |
|                                             |                                    | Federica Dorotea di Brandeburgo-Schwedt              | Federico Guglielmo di Brandeburgo-Schwedt      |  |  |       |  |  |                                    |  |  |                                   |  |
|                                             |                                    | Federica Dorotea di Brandeburgo-Schwedt              | Federico Guglielmo di Brandeburgo-Schwedt      |  |  |       |  |  |                                    |  |  |                                   |  |
|                                             |                                    | Federica Dorotea di Brandeburgo-Schwedt              | Sofia Dorotea di Prussia                       |  |  |       |  |  |                                    |  |  |                                   |  |
| Guglielmo I di Württemberg                  |                                    | Federica Dorotea di Brandeburgo-Schwedt              |                                                |  |  |       |  |  |                                    |  |  |                                   |  |
|                                             |                                    | Carlo Guglielmo Ferdinando di Brunswick-Wolfenbüttel | Carlo I di Brunswick-Wolfenbüttel              |  |  |       |  |  |                                    |  |  |                                   |  |
|                                             |                                    | Carlo Guglielmo Ferdinando di Brunswick-Wolfenbüttel | Carlo I di Brunswick-Wolfenbüttel              |  |  |       |  |  |                                    |  |  |                                   |  |
|                                             |                                    | Carlo Guglielmo Ferdinando di Brunswick-Wolfenbüttel | Filippina Carlotta di Prussia                  |  |  |       |  |  |                                    |  |  |                                   |  |
| Augusta di Brunswick-Wolfenbüttel           |                                    | Carlo Guglielmo Ferdinando di Brunswick-Wolfenbüttel |                                                |  |  |       |  |  |                                    |  |  |                                   |  |
|                                             |                                    | Augusta di Hannover                                  | Federico, principe del Galles                  |  |  |       |  |  |                                    |  |  |                                   |  |
|                                             |                                    | Augusta di Hannover                                  | Federico, principe del Galles                  |  |  |       |  |  |                                    |  |  |                                   |  |
|                                             |                                    | Augusta di Hannover                                  | Augusta di Sassonia-Gotha-Altenburg            |  |  |       |  |  |                                    |  |  |                                   |  |
| principessa Caterina di Württemberg         |                                    | Augusta di Hannover                                  |                                                |  |  |       |  |  |                                    |  |  |                                   |  |
|                                             | Federico II Eugenio di Württemberg | Carlo I Alessandro di Württemberg                    |                                                |  |  |       |  |  |                                    |  |  |                                   |  |
|                                             | Federico II Eugenio di Württemberg | Carlo I Alessandro di Württemberg                    |                                                |  |  |       |  |  |                                    |  |  |                                   |  |
|                                             | Federico II Eugenio di Württemberg | Maria Augusta di Thurn und Taxis                     |                                                |  |  |       |  |  |                                    |  |  |                                   |  |
| Ludovico Federico Alessandro di Württemberg | Federico II Eugenio di Württemberg |                                                      |                                                |  |  |       |  |  |                                    |  |  |                                   |  |
|                                             |                                    | Federica Dorotea di Brandeburgo-Schwedt              | Federico Guglielmo di Brandeburgo-Schwedt      |  |  |       |  |  |                                    |  |  |                                   |  |
|                                             |                                    | Federica Dorotea di Brandeburgo-Schwedt              | Federico Guglielmo di Brandeburgo-Schwedt      |  |  |       |  |  |                                    |  |  |                                   |  |
|                                             |                                    | Federica Dorotea di Brandeburgo-Schwedt              | Sofia Dorotea di Prussia                       |  |  |       |  |  |                                    |  |  |                                   |  |
| Paolina di Württemberg                      |                                    | Federica Dorotea di Brandeburgo-Schwedt              |                                                |  |  |       |  |  |                                    |  |  |                                   |  |
|                                             |                                    | Carlo Cristiano di Nassau-Weilburg                   | Carlo Augusto di Nassau-Weilburg               |  |  |       |  |  |                                    |  |  |                                   |  |
|                                             |                                    | Carlo Cristiano di Nassau-Weilburg                   | Carlo Augusto di Nassau-Weilburg               |  |  |       |  |  |                                    |  |  |                                   |  |
|                                             |                                    | Carlo Cristiano di Nassau-Weilburg                   | Augusta Federica Guglielmina di Nassau-Idstein |  |  |       |  |  |                                    |  |  |                                   |  |
| Enrichetta di Nassau-Weilburg               |                                    | Carlo Cristiano di Nassau-Weilburg                   |                                                |  |  |       |  |  |                                    |  |  |                                   |  |
|                                             |                                    | Carolina d'Orange-Nassau                             | Guglielmo IV di Orange-Nassau                  |  |  |       |  |  |                                    |  |  |                                   |  |
|                                             |                                    | Carolina d'Orange-Nassau                             | Guglielmo IV di Orange-Nassau                  |  |  |       |  |  |                                    |  |  |                                   |  |
|                                             |                                    | Carolina d'Orange-Nassau                             | Anna di Hannover                               |  |  |       |  |  |                                    |  |  |                                   |  |
|                                             |                                    | Carolina d'Orange-Nassau                             |                                                |  |  |       |  |  |                                    |  |  |                                   |  |